# Морга Ирусубьета, Сельсо
Сельсо Морга Ирусубьета (исп. Celso Morga Iruzubieta; род. 28 января 1948, Калаорра, Испания) — испанский прелат и ватиканский куриальный сановник. Титулярный архиепископ Альбы Мариттимы с 29 декабря 2010 по 8 октября 2014. Секретарь Конгрегации по делам духовенства с 29 декабря 2010 по 8 октября 2014. Коадъютор архиепископа Мериды-Бадахоса с 8 октября 2014 по 21 мая 2015. Архиепископ Мериды-Бадахоса с 21 мая 2015 по 29 июня 2024.

## Ранняя жизнь
Морга Ирусубьета родился 28 января 1948 года. После институционального обучения в епархиальной семинарии он был рукоположён в священника 24 июня 1972 года, для римско-католической епархии Калаорры и Ла-Кальсада-Логроньо, Испания. Он получил докторскую степень по каноническому праву в университете Наварры, Испания. Он был пастором и судебным викарием в своей епархии. В течение четырех лет он провел своё служение в епархии Кордовы, Аргентина, как адъюнкт судебного викария и профессор канонического права в епархиальной семинарии.

## На работе в Римской Курии
С 1987 года он работал в Конгрегации по делам духовенства, в которой с 2000 года был руководителем службы. В 2009 году он был назначен заместителем Секретаря Конгрегации. 29 декабря 2010 года он был назначен титулярным архиепископом Альбы Мариттимы и Секретарём Конгрегации по делам духовенства.
Он занял пост, который был вакантен с октября 2010 года, после того как Мауро Пьяченца стал префектом Конгрегации по делам духовенства. Он был посвящён в епископы 5 февраля 2011 года вместе с архиепископом Марчелло Бартолуччи, секретарём Конгрегации по канонизации святых который был назначен в тот же день и архиепископом Савио Хон Тай-Фаем, салезианцем, секретарём Конгрегации евангелизации народов который был назначен 23 декабря.

## Пастырское служение
Он является автором нескольких книг о духовности и пастырской заботе и опубликовал несколько статей, связанных с жизнью и служением священников, в ежедневной газете «L’Osservatore Romano» и других журналах.

## Архиепископ
Сельсо Морга Ирусубьета вместе с архиепископом Марчелло Бартолуччи — секретарём Конгрегации по канонизации святых, который был назначен в тот же день, что и он сам, и архиепископом Савио Хон Тай-Фаем, салезианцем — секретарём Конгрегации евангелизации народов, который был назначен 23 декабря 2010 года, был рукоположён во епископа 5 февраля 2011 года папой римским Бенедиктом XVI.
8 октября 2014 года было объявлено, что архиепископ Сельсо Морга Ирусубьета назначен коадъютором архиепископа Мериды-Бадахоса. 21 мая 2015 года после отставки действующего архиепископа, Морга Ирусубьета был объявлен архиепископом Мериды-Бадахоса.